# Mmm Papi
«Mmm Papi» es una canción por la cantante estadounidense Britney Spears. La canción fue coescrita por Spears y Nicole Morier, mientras que la escritura adicional y la producción estuvieron a cargo por la banda canadiense Let's Go to War, para el sexto álbum de estudio de Spears, Circus. «Mmm Papi» es reconocida por tener una influencia de pop latino, similar a «La Isla Bonita» de Madonna. La letra de la canción habla sobre una mujer que siente una atracción por un hombre, deseando que él venga y se la lleve.
«Mmm Papi» recibió comentarios, en su mayoría, negativos por parte de los críticos contemporáneos. Muchos dijeron que la canción representa los problemas de Spears con los hombres, y especularon que su letra trata sobre, ya sea su padre, Jamie Spears, o el paparazzi Adnan Ghalib. Luego, las especulaciones fueron negadas por la coescritora, Morier. La canción también se comparó con «Come On-a My House» de Rosemary Clooney. A pesar de no ser lanzada como un sencillo, la canción logró llegar al número noventa y cuatro en Billboard Pop 100, debido a su airplay moderado en las estaciones de radio mainstream Top 40, ventas de sencillos, y descargas digitales.

## Antecedentes
Se confirmó en 2008 que Spears estaba grabando su siguiente álbum. El agente de Spears, Larry Rudolph, confirmó que la cantante pasaría «su verano en el estudio de grabación» para trabajar en él. Aunque no se había confirmado oficialmente el álbum en el momento, Rudolph reveló que estaban felices con su progreso y que había estado trabajando con una amplia gama de productores, tales como Sean Garrett, Guy Sigsworth, Danja y Bloodshy & Avant. «Mmm Papi» fue escrita por Spears y por Nicole Morier durante el verano y la primavera de 2008. Entre las canciones en las que trabajaron están «Mmm Papi», «Rock Me In» y «Whiplash». Ambas querían hacer algo que Spears no haya hecho antes. «Mmm Papi» y «Rock Me In» fueron incluidas en Circus pero «Whiplash» en When the Sun Goes Down, de Selena Gomez & the Scene. Morier explicó que «hay un par de canciones que empezamos que eran ideas geniales pero [están] incompletas. Quizás las oiremos con las orejas refrescadas algún día y las pongamos, pero casi siempre me gusta comenzar de nuevo».
La escritura adicional y la producción fueron hechas por la banda canadiense Let's Go to War. En una entrevista con The Canadian Press, Walter reveló que envió por primera vez varios demos parciales a Jive Records para el álbum. Luego de escogerlas, el agente de Spears pidió varios cambios severos a la canción, haciéndola «sustancialmente diferente de lo que se presentó». Walter reveló que no tuvieron contacto con la cantante para la producción de la canción y consideró a «Mmm Papi» como «algo diferente para Britney» y «una canción divertida y que no está tratando de ser nada que no es». Spears grabó su voz para la canción en 2008 en Train Tracks Studios y en Conway Recording Studios en Los Ángeles, con Walter y Eric Eylands. La guitarra fue prevista por Chris Worthy, y la mezcla de audio fue hecha por Tony Maserati.

## Composición
«Mmm Papi» es una canción de pop latino que dura unos tres minutos y veintidós segundos. La canción contiene elementos dancehall y una vibra clásica de go-go de los años 1960, e incorpora en su melodía palmadas y una guitarra de rock. Anna Dimond de TV Guide percibió influencias de «La isla bonita» de Madonna en la canción, y la llamó una «oda a la vida tropical (tal vez a sus frutas masculinas)». Se ha estado pensado que su letra trata sobre su padre, Jamie Spears, o sobre el paparazzi Adnan Ghalib. Sin embargo, esto se negó por Morier, quien dijo que «la canción definitivamente no es sobre Adnan y en todo el tiempo que trabajé con Spears la primavera pasada nunca vi ni una vez a ese muchacho». Morier describió la canción como una canción de pulso elevado, mientras decía que el título «llegó de [la línea] Mmm Papa Luv U».

## Recepción crítica
«Mmm Papi» recibió reseñas negativas en general, por parte de los críticos contemporáneos. Alexis Petridis de The Guardian dijo que la canción era divertida, pero criticó por aparecer en Circus para «volver a la persona lolita de “...Baby One More Time”». Chris Willman de Entertainment Weekly dijo que la canción «establece frívolamente la voz de chica pequeña [de Spears] contra una guitarra directamende de rock go-go de los años 1960». John Murphy de musicOMH dijo que «ninguna indicación de sus versos de conversación [en la canción] explican su reciente problema con los hombres», mientras que while Caryn Ganz de Rolling Stone dijo que la cantante «muestra que tiene un psico-drama que reponer en [la canción]» y la consideró «un revolcón go-go con problemas con sus padres». Eric Henderson de Slant Magazine comentó que «el asombro en “Mmm Papi” es el nexo de hambre de polla». Chris Richards de The Washington Post dijo que la canción «intenta imitar los contoneos venideros de “Toxic”, pero que rápidamente se vuelve rancia como Spears se entrega a algunas de las canciones más empalagosas de su carrera», mientras que Ann Powers de Los Angeles Times comparó su estilo al de «Come On-a My House» de Rosemary Clooney. Powers también dijo que Spears tiene «un acento latino bastante horrible».
Jim DeRogatis de Chicago Sun-Times criticó a «Mmm Papi» como «la más molesta [canción] de [Circus]»." Cameron Adams de Herald Sun la llamó «un intento del new wave de Gwen Stefani que no sirve». Ben Rayner de Toronto Star la llamó «horrenda», junto con «My Baby», y un «horror habla infantil». Poppy Cosyns de The Sun criticó la letra de la canción, considerándola como una «extraña letra que hace referencia al amor-odio [de Spears] entre padre e hija». Pete Paphides de The Times dijo que «Mmm Papi» «no pudo ser menos sexy si Christine Hamilton la cantara», mientras que en una reseña por The Independent dijeron que la canción retrata a «la Mousequetera anterior como una especie de robótica ninfómana muñeca - gimiendo y gruñendo “hagámoslo” con la fría distancia de una unidad robótica de sexo futuro». Darryl Sterdan de Jam! dio a «Mmm Papi» una reseña positiva, diciendo «entre el estilo de caderas girando, la gangosa guitarra, los versos de órganos espumosos y las enfermizas voces, esta quizás sea la más agradable pista del disco. Toda diversión». A pesar de no haber sido lanzada como sencillo, «Mmm Papi» logró llegar al número noventa y cuatro en Billboard Pop 100, en la semana del 10 de diciembre de 2008.

## Créditos y personal
- Britney Spears — voz, respaldos vocales, compositora
- Nicole Morier — respaldo vocales, productora, compositora
- Henry Walter — compositor, productor, programación, grabación de voces
- Adrien Gough — compositor, productor, programación
- Peter-John Kerr — compositor, productor, programación
- Eric Eylands — grabación de voces
- Chris Worthy — guitarra
- Tony Maserati — mezcla

Fuentes: Notas del álbum.